# Tim Yeo

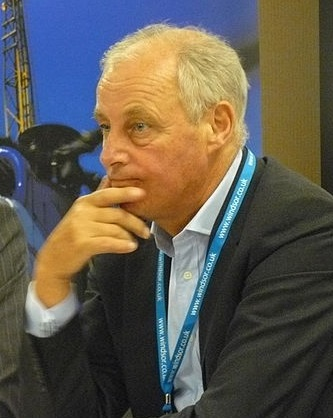
Tim Yeo

Tim Yeo, född 20 mars 1945, är en brittisk parlamentsledamot för Conservative. Han representerar valkretsen Suffolk South sedan 1983 och är skuggminister för transport- och miljöfrågor.
Han är direktör för Univent PLC och Genus PLC och brukar skriva artiklar i magasinen Golf Weekly och Country Life.
Han blev miljö- och landsbygdsminister 1993 men tvingades avgå efter en skandal. Efter valförlusten 1997 utsåg den nye partiledaren, William Hague honom till talesman i transport-, och miljö- och regionalfrågor, under Iain Duncan Smith byttes dessa ut mot handel och industri. Under Michael Howard skedde åter ett byte, denna gång till skola och sjukvård innan han fick sin nuvarande post.